# Stanislav Rabotov
Stanislav Slavov Rabotov (in bulgaro Станислав Славов Работов?; Rakovski, 14 giugno 2002) è un calciatore bulgaro, difensore del Krumovgrad.

## Caratteristiche tecniche
È un difensore centrale.

## Carriera

### Club
Cresciuto nel settore giovanile del Botev Plovdiv, ha esordito in prima squadra il 3 dicembre 2019 disputando l'incontro del Kupa na Bălgarija vinto 2-1 contro lo Slavia Sofia.

### Nazionale
Ha giocato nelle nazionali giovanili bulgare Under-17 ed Under-21.
Nel 2020 riceve la convocazione da parte della nazionale maggiore bulgara per disputare gli incontri di UEFA Nations League in programma il 3 ed il 6 settembre rispettivamente contro Irlanda e Galles, senza però scendere in campo.

## Statistiche
Statistiche aggiornate al 3 settembre 2021.

### Presenze e reti nei club
| Stagione        | Squadra         | Campionato      | Campionato | Campionato | Coppe nazionali | Coppe nazionali | Coppe nazionali | Coppe continentali | Coppe continentali | Coppe continentali | Altre coppe | Altre coppe | Altre coppe | Totale | Totale | Totale |
| Stagione        | Squadra         | Comp            | Pres       | Reti       | Comp            | Pres            | Reti            | Comp               | Pres               | Reti               | Comp        | Pres        | Reti        | Pres   | Reti   |        |
| --------------- | --------------- | --------------- | ---------- | ---------- | --------------- | --------------- | --------------- | ------------------ | ------------------ | ------------------ | ----------- | ----------- | ----------- | ------ | ------ | ------ |
| 2019-2020       | Botev Plovdiv   | 1L              | 10         | 0          | CB              | 4               | 0               |                    | -                  | -                  |             | -           | -           | 14     | 0      |        |
| 2020-2021       | Botev Plovdiv   | 1L              | 27         | 0          | CB              | 2               | 0               |                    | -                  | -                  |             | -           | -           | 29     | 0      |        |
| 2021-2022       | Botev Plovdiv   | 1L              | 5          | 0          | CB              | 0               | 0               |                    | -                  | -                  |             | -           | -           | 5      | 0      |        |
| Totale carriera | Totale carriera | Totale carriera | 42         | 0          |                 | 6               | 0               |                    | -                  | -                  |             | -           | -           | 48     | 0      |        |